# European Tourism Research Institute
European Tourism Research Institute, ETOUR, är en centrumbildning vid Mittuniversitetet som utvecklar och kommunicerar kunskap inom turism och resande. Forskningen handlar till stor del om destinationsutveckling och hållbarhet och har fyra fokusområden: "Naturbaserad turism", "Informationsteknologi och turism", "Turismens ekonomiska, politiska och geografiska faktorer" samt "Destinationer". ETOUR:s institutchef/centrumledare var 1997-2001 Olle Melander, 2001-2002 Peter Fredman, 2002-2013 Bo Svensson, 2013-2015 Maria Lexhagen och 2016-2018 Dimitri Ioannides. Sedan 2019 är Robert Pettersson centrumledare.

## Verksamhet
ETOUR bedriver forskning, utbildning, samt dialog och samverkan med aktörer inom turistnäringen. En viktig del i verksamheten är att ha en kontinuerlig dialog och samverkan med rese- och turistindustrin. ETOUR är en del av samverkanssatsningen Peak Innovation, som arbetar för att stärka kopplingen mellan näringsliv och akademisk forskning. ETOUR examinerade Skandinaviens första doktor i turism under 2013.

## Bakgrund
ETOUR etablerades 1997 och hör sedan 2006 till Humanvetenskapliga fakulteten vid Mittuniversitetet. Fram till 2004 finansierades ETOUR genom medel från Europeiska unionens strukturfonder. I dag finansieras turismforskningsinstitutet av Mittuniversitetet, samt genom externa forsknings- och samverkansprojekt. 